# المفلسة
المفلسة قرية سوريّة تتبع إداريّاً لمحافظة حلب منطقة دير حافر ناحية كويرس شرقي، بلغ تعداد سكانها 387 نسمة حسب التعداد السكاني لعام 2004.